# Eduard von Keyserling

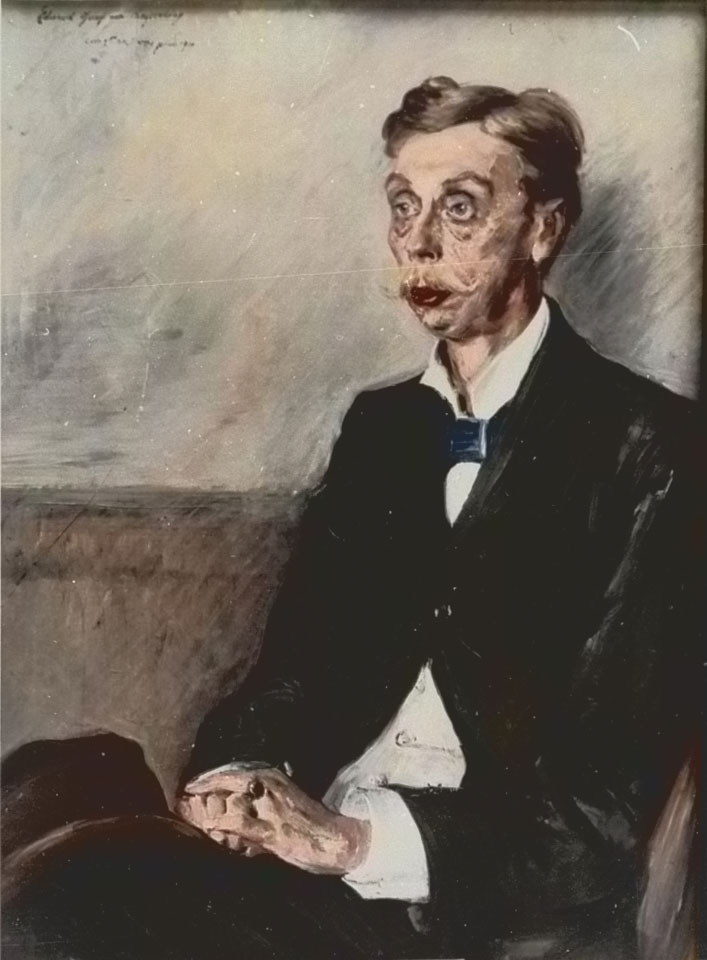
Eduard Graf von Keyserling, 1900 (Gemälde von Lovis Corinth, München, Neue Pinakothek)

Eduard Graf von Keyserling (* 2. Maijul. / 14. Mai 1855greg. in Tels-Paddern bei Hasenpoth, Kurland, Russisches Kaiserreich; † 28. September 1918 in München) war ein deutscher Schriftsteller und Dramatiker des Impressionismus.

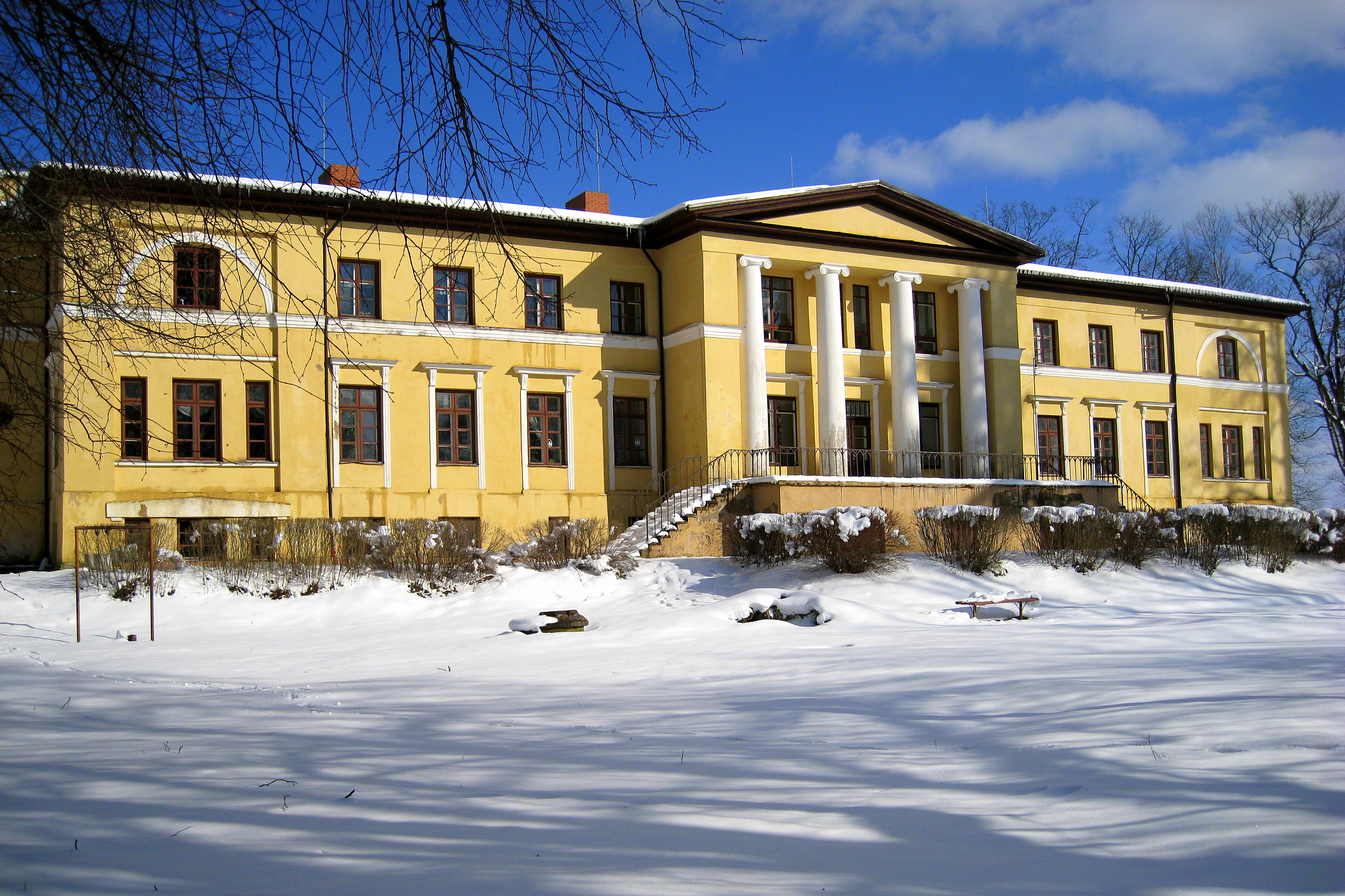
Schloss Tels-Paddern

## Herkunft
Eduard Graf von Keyserling entstammt dem baltischen Zweig der ländlich-adeligen Familie Keyserlingk auf Schloss Tels-Paddern im heutigen Lettland. Seine Eltern waren Eduard von Keyserling (1809–1876), Herr auf Telsen und Klein-Drogen in Kurland, und dessen Ehefrau Theophile von Rummel (1816–1894), eine Tochter des polnischen Kronförsters Dietrich von Rummel und der Charlotte von Kleist. Seine Schwestern Henriette (1839–1908) und Elise (1842–1915) waren auch Schriftstellerinnen.

## Leben
Eduard von Keyserling wurde als zehntes von zwölf Kindern geboren. Er besuchte das deutsche Gymnasium in Kuldīga (deutsch: Goldingen) und studierte von 1875 bis 1877, mit Unterbrechungen und ohne Abschluss, Rechtswissenschaft an der Kaiserlichen Universität Dorpat. Aus ungeklärten Gründen (sein ihm gewogener Großneffe Otto von Taube sprach später von „einer Lappalie – einer Unkorrektheit“) wurde er aus der studentischen Verbindung Curonia ausgeschlossen und von seiner Familie und den Standesgenossen gemieden. In seiner Heimat ein gesellschaftlicher Außenseiter, ging er als Dreiundzwanzigjähriger nach Wien und studierte Philosophie und Kunstgeschichte an der Universität Wien und für ein Jahr in Graz. In Wien war er 1885 für die Wiener Allgemeine Zeitung tätig.
Nach dem Aufenthalt in Wien verwaltete Keyserling die mütterlichen Güter Paddern und Telsen und übersiedelte dann (nach dem Tod der Mutter Ende 1894) mit drei Schwestern nach München. Der damals schon an Syphilis Erkrankte zog sich 1897 ein schweres Rückenmarksleiden zu und erblindete später. Von 1899 auf 1900 ging er mit zwei seiner Schwestern auf eine letzte Italienreise. Danach führte Keyserling ein zurückgezogenes, von seinen körperlichen Leiden gezeichnetes Leben. In diesen Jahren, seit Ausbruch des Ersten Weltkrieges durch das Ausbleiben der Einkünfte von seinen Gütern in Kurland auch finanziell eingeschränkt, entstanden seine bekanntesten und besten Werke. Seit 1908 verließ er kaum noch das Haus Nr. 19 in der Ainmillerstraße in Schwabing, wo er vom Jahre 1900 bis zu seinem Tod wohnte und wo er seine Werke den in seinem Haushalt lebenden Schwestern diktierte. Seit 2011 ist sein Grab auf dem Münchner Nordfriedhof an der Ungererstraße wieder bezeichnet (Grabnummer 25-4-1). Eine Gedenktafel erinnert seit Ende 2013 an Keyserlings letzte Wohnung.
Keyserling blieb zeitlebens unverheiratet. Sein schriftlicher Nachlass wurde, bis auf wenige Ausnahmen, auf seinen Wunsch hin vernichtet. In der Münchner Neuen Pinakothek hängt ein Porträt von Keyserling von Lovis Corinth. Corinth brachte es die Bestätigung von Bekannten ein, Keyserling sehr gut getroffen zu haben. „So möchte ich lieber nicht aussehen“, soll Keyserling das Bild laut Verleger Korfiz Holm kommentiert haben.

## Künstlerisches Schaffen
Während die frühen Romane Fräulein Rosa Herz. Eine Kleinstadtliebe (1887) und Die dritte Stiege (1892) noch unter dem Einfluss des Naturalismus stehen, seine Aufsätze zu allgemeinen und kulturellen Fragen ebenso wie die Dramen Ein Frühlingsopfer (1900), Der dumme Hans (1901), Peter Hawel (1904) und Benignens Erlebnis (1906) heute vergessen sind, gilt Keyserling aufgrund seiner ab 1903 veröffentlichten Erzählungen, Novellen und Romane als einer der wenigen bedeutenden impressionistischen Erzähler.
Angesiedelt in der Welt eines von protestantischer Pflichtethik geprägten, überfeinerten ländlichen Adels, der, gesellschaftlich weitgehend funktionslos geworden, der nachwachsenden Generation nur das erstickende Korsett überkommener Konventionen und ständischer Abgrenzung als Lebensinhalt zu vermitteln vermag, entfaltet Keyserlings erzählerisches Werk ab 1903 in stets subjektiver – figurengebundener – Erzählperspektive, oft aus weiblicher Sicht und ebenso oft, diese relativierend, polyperspektivisch erzählend, die individuellen Nöte der Angehörigen einer Oberschicht, „zu der auch die Bürgerlichen gehören, soweit sie als Erzieher, Hofmeister oder dergleichen auf den Schlössern ‚gehalten’ werden und ihren Lebensformen sich adaptiert haben“ (Brinkmann). Im Kontrast dazu steht die ländliche, scheinbar unbeschnittene, natur-unmittelbare Welt der Dörfler, der einfachen Bauern und Fischer, die den Männern der Oberschicht zur Befriedigung ihrer Lebensgier offensteht, ebenso wie die Faszination, die jene innerlich zerrissenen Figuren umgibt, die wie Doralice mit dem Adel gebrochen haben (Wellen) oder wie Frau von Syrman wegen ihres „Roman[s] mit dem amerikanischen Versicherungsbeamten“ als nicht mehr gesellschaftsfähig gelten (Fürstinnen). Keiner der Figuren, „die vor Verlangen zittern, draußen umzugehen, und, wenn sie hinauskommen, nicht atmen können“ (Bunte Herzen), gelingt die ersehnte Grenzüberschreitung aus ihrem nur dekorativen Dasein hinaus; sie alle scheitern mit ihren Ausbruchsversuchen und resignieren zuletzt.
Sind auch die Schauplätze diskret nach Preußen oder – gelegentlich – ins Bayerische verlegt, verdankt sich Keyserlings Erzählwerk, das ihm aufgrund der verhaltenen Ironie und seiner sensiblen Schilderung erotischer Konflikte das Etikett „baltischer Fontane“ eintrug, doch zweifellos einer intimen Kenntnis der mit der russischen Revolution untergegangenen Welt des baltischen Adels. Liebevoll malt er die Intérieurs ihrer Schlösser und Landhäuser ebenso wie die künstlichen Landschaften der Felder, Gärten und Parks mit ihren Farben, Düften und dem wechselnden Licht. „Wenn es längst keinen Park mehr geben wird, wird man sich mit Hilfe von Keyserlings Schilderungen immer noch vorstellen können, welche Paradiesesverheißungen die alten europäischen Schlossgärten einmal enthielten.“ (Mosebach)

## Rezeption
Der 2018 erschienene Roman von Klaus Modick, Keyserlings Geheimnis, handelt von der Genese des Porträt-Gemäldes von Eduard von Keyserling, das Lovis Corinth im Sommer 1900 am Starnberger See anfertigte.

## Werke
Die Klassifizierung der Titel als Roman, Erzählung oder Novelle variiert im Einzelfall.

### Romane
- Fräulein Rosa Herz, 1887. Steidl, Göttingen 2000, ISBN 978-3-88243-717-1.
- Die dritte Stiege, 1892. Steidl, Göttingen 1999, ISBN 3-88243-653-0.
- Beate und Mareile. Eine Schloßgeschichte, 1903. btb, München 1998, ISBN 978-3-442-72452-9.
- Dumala, 1907. In: Harmonie, München, Knaur 1998, ISBN 978-3-426-61109-8.
- Wellen, 1911. SZ-Bibliothek, München 2004, ISBN 978-3-937793-53-5.
  - Wellen, 1911. Steidl, Göttingen, 1998, ISBN 3-88243-549-6.
  - Wellen, 1911. Nachwort von Florian Illies, Zürich, Manesse 2011, ISBN 978-3-7175-2266-9.
  - Wellen, 1911. Hrsg., kommentiert und mit einem Nachwort versehen von Gabriele Radecke, Stuttgart, Reclam 2018, ISBN 978-3-15-011156-7.
  - Wellen, dtv Verlagsgesellschaft, München 2019. 16. Auflage, ISBN 978-3-423-12550-5
- Abendliche Häuser, 1914. Steidl, Göttingen, 2004, ISBN 978-3-88243-614-3.
- Fürstinnen, 1916. dtv, München 2005, ISBN 3-423-13312-0.
  - Jubiläumsausgabe zum einhundertsten Jahr der Ersterscheinung, mit einem Nachwort von Jens Malte Fischer, Manesse Verlag, Zürich 2017, ISBN 978-3-7175-2436-6.[5]
- Feiertagskinder, 1918/19. In: Harmonie, München, Knaur 1998, ISBN 978-3-426-61109-8.
- Romane der Dämmerung. Hrsg. von Ernst Heilborn [darin:] Fürstinnen (1915) [1916]; Am Südhang (1914) [1911]; Abendliche Häuser (1913) [1914]; Im stillen Winkel (1914) [1917]. Berlin, S. Fischer o. J.

### Novellen und Erzählungen
- Nur zwei Tränen, 1882 in Wiener Allgemeine Zeitung, In: Landpartie. Gesammelte Erzählungen, Manesse, München 2018, ISBN 978-3-7175-2476-2[6]
- Mit vierzehn Tagen Kündigung, 1882 in Wiener Allgemeine Zeitung, In: Landpartie. Gesammelte Erzählungen. Manesse, München 2018, ISBN 978-3-7175-2476-2
- Die Ferien der Marchesa, 1883 in Rigasche Zeitung, Zuletzt in: Das Opfer. Unbekannte Erzählungen, Books on Demand, Reinhard Oestreich 2018, ISBN 978-3-7481-1319-5
- Alte Liebe, 1884 in Die Heimat. Illustriertes Familienblatt. IX. Jahrgang, Zuletzt in: Das Opfer. Unbekannte Erzählungen, Books on Demand, Reinhard Oestreich 2018, ISBN 978-3-7481-1319-5
- Wiener Frühlings-Arabeske, 1884 in Rigasche Zeitung, Zuletzt in: Das Opfer. Unbekannte Erzählungen, Books on Demand, Reinhard Oestreich 2018, ISBN 978-3-7481-1319-5
- Ein Blatt aus Don Juan´s Tagebuch, 1885 in Wiener Allgemeine Zeitung, Zuletzt in: Das Opfer. Unbekannte Erzählungen, Books on Demand, Reinhard Oestreich 2018, ISBN 978-3-7481-1319-5
- Das Sterben. Ein Sommerbild, 1885 in Mährisches Tagblatt, In: Landpartie. Gesammelte Erzählungen. Manesse, München 2018, ISBN 978-3-7175-2476-2
- Grüß Gott, Sonne!, 1896 in Jugend. Münchner Illustrierte Wochenschrift, Zuletzt in: Landpartie. Gesammelte Erzählungen, Manesse, München 2018, ISBN 978-3-7175-2476-2
- Grüne Chartreuse. 1897 in Jugend. Münchner Illustrierte Wochenschrift, In: Landpartie. Gesammelte Erzählungen. Manesse, München 2018, ISBN 978-3-7175-2476-2
- Die Soldaten-Kersta, 1901, Die neue Rundschau, 1906 als Buch beim S. Fischer Verlag, Berlin
- Der Beruf, 1903 in Freistatt. Kritische Wochenschrift für Politik, Literatur und Kunst, München, Zuletzt in: Landpartie. Gesammelte Erzählungen. Manesse, München 2018, ISBN 978-3-7175-2476-2
- Schwüle Tage. Novelle, 1904. In: Schwüle Tage, Manesse, Zürich 2005, ISBN 978-3-7175-2062-7 librivox
- Harmonie, 1905. Wieder Suhrkamp, Frankfurt 2003, ISBN 978-3-518-01784-5
- Sentimentale Wandlungen, 1905 in Der Tag, Berlin, Zuletzt in: Landpartie. Gesammelte Erzählungen. Manesse, München 2018, ISBN 978-3-7175-2476-2
- Im Rahmen. Skizze, 1906 in Die Pfingstzeit, Beilage zu Die Zeit, Wien, Zuletzt in: Landpartie. Gesammelte Erzählungen. Manesse, München 2018, ISBN 978-3-7175-2476-2
- Seine Liebeserfahrung, 1906. In Im stillen Winkel. Manesse, Zürich 2006, ISBN 978-3-7175-2098-6
- Gebärden, 1906 in Die Weihnachtszeit, Beilage zu Die Zeit, Wien, Zuletzt in: Landpartie. Gesammelte Erzählungen. Manesse, München 2018, ISBN 978-3-7175-2476-2
- Die sentimentale Forderung, 1906 in Der Tag, Berlin (Weihnachtsnummer), Zuletzt in: Landpartie. Gesammelte Erzählungen. Manesse, München 2018, ISBN 978-3-7175-2476-2
- Osterwetter, 1907 in Neue Freie Presse, Wien, Zuletzt in: Landpartie. Gesammelte Erzählungen. Manesse, München 2018, ISBN 978-3-7175-2476-2
- Die Verlobung, 1907 in Neue Freie Presse, Wien, Zuletzt in: Landpartie. Gesammelte Erzählungen. Manesse, München 2018, ISBN 978-3-7175-2476-2
- Geschlossene Weihnachtstüren, 1907 in Neue Freie Presse, Wien, Zuletzt in: Landpartie. Gesammelte Erzählungen. Manesse, München 2018, ISBN 978-3-7175-2476-2
- Frühlingsnacht, 1908 in Neue Freie Presse, Wien, Zuletzt in: Landpartie. Gesammelte Erzählungen. Manesse, München 2018, ISBN 978-3-7175-2476-2
- Landpartie. Junistimmung, 1908. In Landpartie. Steidl, Göttingen 2010, ISBN 978-3-86521-667-0
- Bunte Herzen, 1909 In Schwüle Tage. Manesse, Zürich 2005, ISBN 978-3-7175-2062-7
- Föhn, 1909 in Neue Freie Presse, Wien, Zuletzt in: Landpartie. Gesammelte Erzählungen. Manesse, München 2018, ISBN 978-3-7175-2476-2
- Winterwege, 1909 in Neue Freie Presse, Wien, Zuletzt in: Landpartie. Gesammelte Erzählungen. Manesse, München 2018, ISBN 978-3-7175-2476-2
- Prinzessin Gundas Erfahrungen, 1910 in Neue Freie Presse, Wien, Zuletzt in: Landpartie. Gesammelte Erzählungen. Manesse, München 2018, ISBN 978-3-7175-2476-2
- Am Südhang. Novelle, 1911 in Österreichische Rundschau, Band XXVI, K. und k. Hof-Buchdruckerei Carl Fromme, Zuletzt in: Landpartie. Gesammelte Erzählungen. Manesse, München 2018, ISBN 978-3-7175-2476-2
- Nachbarn, 1911. In Das XXVte Jahr. Jubiläumsalmanach des S. Fischer Verlages, 1886–1911. Berlin: S. Fischer 1911, Zuletzt in: Landpartie. Gesammelte Erzählungen. Manesse, München 2018, ISBN 978-3-7175-2476-2
- Das Opfer, 1913 in Rigasche Zeitung, Zuletzt in: Das Opfer. Unbekannte Erzählungen, Books on Demand, Reinhard Oestreich 2018, ISBN 978-3-7481-1319-5
- Das Landhaus, 1913 in Neue Freie Presse, Wien, Zuletzt in: Landpartie. Gesammelte Erzählungen. Manesse, München 2018, ISBN 978-3-7175-2476-2
- Vollmond, 1914 in Neue Freie Presse, Wien, Zuletzt in: Landpartie. Gesammelte Erzählungen. Manesse, München 2018, ISBN 978-3-7175-2476-2
- Schützengrabenträume, 1914 in Neue Freie Presse, Wien, Zuletzt in: Landpartie. Gesammelte Erzählungen. Manesse, München 2018, ISBN 978-3-7175-2476-2
- Nicky, 1915 in Die neue Rundschau. XXVIter Jahrgang der freuen Bühne. Band 1. Berlin: S. Fischer Verlag, Zuletzt in: Landpartie. Gesammelte Erzählungen. Manesse, München 2018, ISBN 978-3-7175-2476-2
- Verwundet, 1915 in Neue Freie Presse, Wien, Zuletzt in: Landpartie. Gesammelte Erzählungen. Manesse, München 2018, ISBN 978-3-7175-2476-2
- Der Erbwein, 1916 in Neue Freie Presse, Wien, Zuletzt in: Landpartie. Gesammelte Erzählungen. Manesse, München 2018, ISBN 978-3-7175-2476-2
- Pfingstrausch im Krieg, 1916 in Neue Freie Presse, Wien, Zuletzt in: Landpartie. Gesammelte Erzählungen. Manesse, München 2018, ISBN 978-3-7175-2476-2
- Das Kindermädchen, 1916 in Die Baltischen Provinzen, Band 2: Novellen und Dramen, Felix Lehmann Verlag, Berlin, Zuletzt in: Landpartie. Gesammelte Erzählungen. Manesse, München 2018, ISBN 978-3-7175-2476-2
- Das Vergessen, 1917 in Neue Freie Presse, Wien, Zuletzt in: Landpartie. Gesammelte Erzählungen. Manesse, München 2018, ISBN 978-3-7175-2476-2
- Die Feuertaufe, 1917 in Neue Freie Presse, Wien, Zuletzt in: Landpartie. Gesammelte Erzählungen. Manesse, München 2018, ISBN 978-3-7175-2476-2
- Im stillen Winkel, 1918, EvK, Fischer Bibliothek er zeitgenössischen Romane. Achte Reihe. S. Fischer, Berlin, Zuletzt in: Landpartie. Gesammelte Erzählungen. Manesse, München 2018, ISBN 978-3-7175-2476-2

### Dramen
- Ein Frühlingsopfer, 1900 Fischer, Berlin. Uraufführung: 12. November 1899 am Berliner Lessing-Theater.
- Der dumme Hans, 1901 Fischer, Berlin. Uraufführung: 4. Mai 1901 am Berliner Residenztheater.
- Die schwarze Flasche, Uraufführung 1902 auf der Kabarettbühne der „Elf Scharfrichter“ in München. Friedenauer Presse, Berlin 1990, ISBN 978-3-921592-61-8
- Peter Hawel, 1904 Fischer, Berlin. Erstaufführung: 10. Oktober 1903 am Münchener Schauspielhaus.
- Benignens Erlebnis, 1906 Fischer, Berlin. Uraufführung: 8. März 1905 am Münchener Schauspielhaus.
- Die Kluft. Zwei Dialoge, 1911 Neue Freie Presse, Wien. Szenische Uraufführung: 4. April 1997 am Brentano-Theater Bamberg.

### Feuilleton
- Kostbarkeiten des Lebens. Gesammelte Feuilletons und Prosa. Herausgegeben von Klaus Gräbner und Horst Lauinger, Manesse Verlag, München 2021, ISBN 978-3-7175-2504-2[7]

### Verfilmungen
- Dumala, ARD 1963, Regie: Walter Rilla. Mit Margot Trooger, Albert Lieven, Heinz Weiss, Hans Clarin und Rudolf Fernau.
- Schwüle Tage, ARD 1978, Regie: Hajo Gies. Mit Daniel Gélin, Markus Klimmek und Katerina Jacob.
- Am Südhang, ZDF 1980, Regie: Michael Verhoeven. Mit Andrea Jonasson, Helmut Zierl und Franz-Otto Krüger.
- Beate und Mareile, ZDF 1981, Regie: Hajo Gies. Mit Herlinde Latzko, Anne-Marie Kuster und Rüdiger Vogler.
- Die Galgenbrücke, nach dem Roman Dumala, Fernsehen der DDR 1989, Regie: Hans Werner. Mit Marek Barbasiewicz, Zora Jandová, Arno Wyzniewski, Thomas Bading und Arianne Borbach.
- Eine Sommergeschichte (Comédie d'été), nach der Novelle Am Südhang, Frankreich 1989, Regie: Daniel Vigne. Mit Maruschka Detmers, Rémi Martin und Jean-Claude Brialy.
- Été brûlant, nach der Novelle Schwüle Tage, Frankreich 1995, Regie: Jérôme Foulon. Mit Claude Rich, Matthieu Rozé und Hélène de Fougerolles.
- Wellen, ZDF 2005, Regie: Vivian Naefe. Mit Marie Bäumer, Matthias Habich, Florian Stetter und Monica Bleibtreu.

### Hörspiele
- 1967: Abendliche Häuser – Regie: Fritz Schröder-Jahn (Hörspiel – BR)
- 2013: Wellen – Regie: Claudia Johanna Leist (Hörspiel – WDR)

### Briefe
- Gabriele Radecke: „… denn wir leiden ja alle an unverdauten Fragezeichen“. Eduard von Keyserling: Briefe an seinen Neffen Hermann von Keyserling. In: Holger Dauer, Benedikt Descourvières und Peter W. Marx (Hrsg.): „Unverdaute Fragezeichen“. Literaturtheorie und textanalytische Praxis. St. Augustin 1998, S. 169–184.

### Werk- und Sammelausgaben
- Gesammelte Erzählungen in vier Bänden. Hrsg. und eingeleitet von Ernst Heilborn. S. Fischer, Berlin 1922.
  - Band 1: Beate und Mareile. Seine Liebeserfahrung. Schwüle Tage.
  - Band 2: Dumala. Wellen.
  - Band 3: Fürstinnen. Am Südhang.
  - Band 4: Abendliche Häuser. Im stillen Winkel.
- Werke. Hrsg. von Rainer Gruenter. Fischer, Frankfurt a. M. 1973, ISBN 3-10-039501-8 (enthält: Fürstinnen; Am Südhang; Harmonie; Beate und Mareile; Abendliche Häuser; Bunte Herzen; Zur Psychologie des Komforts).
- Ausgewählte Werke. 2  Bände. Hrsg. von Wulf Kirsten. Aufbau, Berlin 1998.
- Harmonie. Romane und Erzählungen. Droemer Knaur, München 1998, ISBN 3-426-61109-0 (enthält: Grüss Gott, Sonne!. Grüne Chartreuse. Die Soldaten-Kersta. Beate und Mareile. Der Beruf. Harmonie. Schwüle Tage. Seine Liebeserfahrung. Dumala. Bunte Herzen. Wellen. Nachbarn. Abendliche Häuser. Am Südhang. Im stillen Winkel. Nicky. Fürstinnen. Landpartie. Feiertagskinder. Nachwort).
- Landpartie. Gesammelte Erzählungen. Herausgegeben und kommentiert von Horst Lauinger. Nachwort von Florian Illies. Manesse, Zürich 2018, ISBN 978-3-7175-2476-2 (enthält: Nur zwei Tränen. Mit vierzehn Tagen Kündigung. Das Sterben. Ein Sommerbild. Grüß Gott, Sonne!. Grüne Chartreuse. Die Soldaten-Kersta. Der Beruf. Schwüle Tage. Harmonie. Sentimentale Wandlungen. Im Rahmen. Skizze. Seine Liebeserfahrung. Gebärden. Die sentimentale Forderung. Osterwetter. Die Verlobung. Geschlossene Weihnachtstüren. Frühlingsnacht. Landpartie. Bunte Herzen. Föhn. Winterwege. Prinzessin Gundas Erfahrungen. Am Südhang. Nachbarn. Die Kluft. Zwei Dialoge. Das Landhaus. Vollmond. Schützengrabenträume. Nicky. Verwundet. Der Erbwein. Pfingstrausch im Krieg. Das Kindermädchen. Das Vergessen. Die Feuertaufe. Im stillen Winkel).
- Kostbarkeiten des Lebens. Gesammelte Feuilletons und Prosa. Herausgegeben und kommentiert von Klaus Gräbner und Horst Lauinger. Manesse, München 2021, ISBN 978-3-7175-2504-2.